# Allgemeine Armenanstalt (Elberfeld)
Die Elberfelder Allgemeine Armenanstalt war eine bürgerliche Organisation der Armenpflege in Elberfeld, die von 1800 bis 1816 existierte.   
Ihre Gründung war von dem Bankier und damaligen Bürgermeister Jacob Aders angesichts der schwierigen wirtschaftlichen Lage des Wuppertals durchgesetzt worden. Die kirchlichen Aktivitäten allein erschienen nicht mehr ausreichend. Vorbild seines Konzeptes war die „Hamburgische Armenanstalt“, mit deren Einrichtung ihr Mitbegründer Caspar Voght die Idee verbunden hatte, „nicht nur die Armen zu beschenken, sondern die Quellen der Armut zu verstopfen.“
Von den zwölf Verwaltern der Anstalt waren acht Bezirksvorsteher und vier kümmerten sich um Finanzen und Zweiganstalten wie das Armenhaus, die Armenschule und eine Suppenanstalt. (Der Leiter des Armenhauses und Lehrer war der Philanthrop Johann Friedrich Wilberg). Jeder Bezirk hatte wiederum vier Quartiere, für die jeweils Quartiervorsteher oder Pfleger zuständig waren. Diese hatten sich um insgesamt ungefähr 500 arme Familien zu kümmern. Die Tätigkeit der Verwalter und der Quartiervorsteher war ehrenamtlich; es bestand eine strafbewehrte Pflicht, die Ämter bei Wahl anzunehmen.
Im Konzept der Armenanstalt standen Erziehung und Beschäftigung gleichwertig neben der materiellen Unterstützung. Letztlich sollte erreicht werden, dass die betroffenen Menschen ihren Lebensunterhalt (wieder) aus eigener Kraft bestreiten konnten.
Die Finanzierung der Anstalt speiste sich aus Spenden der Elberfelder Bürger. Als das Aufkommen zu gering wurde, wurde eine Armensteuer beantragt, was aber politisch nicht durchsetzbar war. 1816 wurde die Armenanstalt mangels ausreichender Mittel aufgelöst.
Die Allgemeine Armenanstalt gilt in verschiedener Hinsicht als Vorläufer des späteren Elberfelder Systems der Armenpflege.